# 음파음파 (Umpah Umpah)
《음파음파 (Umpah Umpah)》는 대한민국 걸그룹 레드벨벳의 7번째 EP The ReVe Festival: Day 2에 수록된 곡이다. 노래는 휴가를 주제로 한 뮤직비디오와 함께 2019년 8월 20일 리드 싱글로 공개되었으며, The ReVe Festival 시리즈의 2번째 싱글이 되었다. 전간디가 가사를 썼으며 앨리슨 카플란과 안드레아스 외베르크, 크리스토퍼 로리드센이 작사를 맡았다. 음파음파는 업템포 댄스 음악에 프렌치 하우스 리듬이 가미된 곡으로 레드벨벳의 "사랑스럽고 시원한 보컬이 신선함"을 더한다. 가사는 "음파음파"라는 구절을 사용하여 마치 사랑하는 사람이 수영을 어떻게 하는 지 배우면서 호흡을 하는 것처럼 보이게 하지만 실제로는 한눈에 사랑에 빠진 사람에게 소녀들의 매력을 보여준다.
공개 이후 음파음파는 밝고 빠른 비트의 음 덕분에 음악 평론가들로부터 긍정적인 평가를 받았지만 일부는 레드벨벳의 대중적이고 친숙한 음을 이용한 것을 들어 아쉬움을 나타냈다. 대한민국에서도 보통의 성적을 거두었는데 가온 디지털 차트에서는 18위를 달성했다. 빌보드 K-pop Hot 100에서는 1위를 달성했다.

## 배경
The ReVe Festival: Day 1이 2019년 6월 19일 발표되었을 때, 앨범을 산 구매자들은 레드벨벳이 티켓을 통한 단서로 다음 앨범이 공개될 것이라고 예상할 수 있었다. 2019년 8월 초 레드벨벳이 결성 5주년을 맞이한 후, 레드벨벳은 "빠른 컴백"을 할 것이라는 전망이 나왔고, SM은 이것이 사실임을 밝혔다. 8월 12일, 레드벨벳은 제목이 알려지지 않은 트랙과 함께 인트로 영상을 공개했다. 각 멤버들의 티저 사진이 공개된 후, 2019년 8월 20일 뮤직비디오가 정식으로 공개되었다.

## 작곡
"음파음파"는 대한민국 작사가 전간디와 프로듀서 안드레아스 외베르크, 크리스토퍼 로리드센, 앨리슨 카플란이 맡았다. 음악적으로 음파음파는 업템포 댄스 뮤직에 프렌치 하우스가 가미된 곡이다. 일렉트릭 기타와 몇몇 현악기로 인해 펑크의 영향을 받았으며, 레드벨벳 멤버들의 프리코러스 부분은 두왑 음악의 영향을 받았다. 분당 120비트의 템포를 가진 이 곡은 사장조이며, 레드벨벳의 7번째 "레드" 컨셉의 곡이다.
가사로 보았을 때, 음파음파는 레드벨벳이 그들의 사랑하는 대상에 대한 노래를 수영으로 묘사하여 전달한다. 노래의 두 번째 랩 부분에서는 Dumb Dumb, 빨간 맛 (Red Flavor), 행복 (Happiness), Ice Cream Cake이 등장하기도 한다.

## 뮤직비디오
공개일 이전에 "Road Trip: RVF Day 2 D-7"이라는 동영상이 2019년 8월 12일 레드벨벳의 유튜브 채널에 업로드되었다. 레드벨벳 멤버들의 티저 사진이 공개된 이후 노래의 코러스 이전 부분이 공개되었다. 2019년 8월 19일 또 다른 티저 비디오가 공개되었고, 8월 20일 정식으로 뮤직비디오가 공개되었다.

## 프로모션
음파음파의 프로모션은 대한민국 음악 프로그램에서 진행되었다.